# Oliarus greeni
Oliarus greeni är en insektsart som beskrevs av William Lucas Distant 1911. Oliarus greeni ingår i släktet Oliarus och familjen kilstritar.
Artens utbredningsområde är Sri Lanka. Inga underarter finns listade i Catalogue of Life.